# التأثير السوفييتي على حركة السلام
في فترة الحرب الباردة (بين عامي 1947 – 1991) عندما كان كل من الاتحاد السوفييتي والولايات المتحدة الأمريكية منخرطاً في سباق التسلح، عمل الاتحاد السوفييتي على نشر سياسته الخارجية والترويج لها من خلال مجلس السلم العالمي وعدد من منظمات الواجهة الأخرى، ادعى بعض الكتّاب والمحللين أن هذه الجهود أثرت على بعض الدول غير المنحازة في العالم الغربية بحد ذاته، إلا أن وكالات الاستخبارات الأميركية والإنكليزية شككت في كون التأثير السوفييتي واسعاً إلى هذا الحد.

## مجلس السلم العالمي
تم تأسيس مجلس السلم العالمي من قبل الحزب الشيوعي السوفييتي بين عامي 1948 و 1950 من أجل الترويج للسياسة الخارجية السوفييتية، والدعوة إلى منع الأسلحة النووية في الوقت التي احتكرت الولايات المتحدة حيازتها. كان مجلس السلم العالمي مداراً من قبل المكتب الدولي للحزب الشيوعي السوفييتي من خلال اللجنة السوفييتية للسلامالتي كانت عضواً في المجلس، اتخذ مجلس السلم العالمي وأعضاؤه نهجاً يتماشى مع سياسة الكومنفورم (مكتب المعلومات الشيوعي)، الذي اعتبر أن العالم كان منقسما بين الاتحاد السوفييتي المحب للسلام من جهة، والولايات المتحدة المروجة للحروب من جهة أخرى. منذ خمسينات وحتى أواخر ثمانينات القرن العشرين استخدم الاتحاد السوفييتي العديد من المنظمات المرتبطة بمجلس السلم العالمي من أجل نشر وجهة النظر الخاصة به حول السلام، وشملت هذه المنظمات:
- مؤتمر السلام المسيحي.[2][3]
- الاتحاد الدولي لمقاتلي المقاومة.[4]
- المؤسسة الدولية للسلام.
- المنظمة الدولية للمحامين الديمقراطيين.
- المنظمة الدولية للصحفيين.
- اتحاد الطلبة الدولي.
- اتحاد الشباب الديمقراطي العالمي.
- اتحاد العلماء العالمي.
- الاتحاد العالمي لنقابات العمال.
- الاتحاد النسوي الديمقراطي الدولي.
- حركة إسبرانتو العالمية للسلام.

في تشرين الأول أكتوبر من عام 1981 نفت السلطات الدنماركية فلاديمير ميركولوف الذي كان يعمل كعميل في لجنة أمن الدولة السوفييتية (KGB) وموظف أمن في السفارة الروسية، كما وجهت إليه تهمة تهريب الأموال إلى آرني هيرلوف بيترسون عضو الفرع الدنماركي لمجلس السلم العالمي المدعو باسم لجنة كوبنهاغن للتواصل من أجل السلام والأمن، كان الهدف من هذه الأموال هو تمويل حملة صحفية داعية إلى تأسيس منطقة خالية من الأسلحة النووية في الشمال الأوروبي مع الدول الإسكندنافية.
يذكر أن عدداً من منظمات السلام الدولية كانت مرتبطة بمجلس السلم العالمي، مثل رابطة الأطباء الدوليين لمنع الحرب النووية التي يقال أنها كانت تحتوي على أعضاء مشتركين وسياسات متشابهة مع مجلس السلم العالمي، كما يقال أن مؤتمر باجواش للعلوم والشؤون الدولية ومؤتمر دارتموث كانا يستخدمان من قبل المبعوثين السوفييت من أجل الترويج للسياسات السوفييتية. ذكر جوزيف روتبالت أحد قادة حركة باجواش أن هناك بعض المشاركين في المؤتمرات من الاتحاد السوفييتي كانوا «من الواضح أنهم مرسلون من أجل تمرير سياسات الحزب، لكن الغالبية كانوا علماء حقيقيين وتصرفوا على هذا الأساس».
كان النشاط الرئيسي لمجلس السلم العالمي هو تنظيم مؤتمرات السلام الدولية الضخمة ذات الحضور المقدر بالآلاف. أدانت هذه المؤتمرات السياسات والنشاطات الغربية مثل التسليح وتجارب الأسلحة لكنها امتنعت عن انتقاد الاعتداءات الروسية. على سبيل المثال أدان مجلس السلم العالمي عام 1956 حرب السويس لكنه لم يُدن الاجتياح الروسي للمجر.
بسبب النشاط الدعائي الكبير لمجلس السلم العالمي منذ نهاية الأربعينات من القرن العشرين، بالإضافة إلى الاجتماعات الضخمة والتمويل المباشر من الاتحاد السوفييتي، لم ير بعض المراقبين فرقاً بين الناشطين من أجل السلام والشيوعيين، كما قال البعض أن حركات السلام الأوروبية المعزولة عن مجلس السلم الدولي كانت متأثرة به أو مدارة من قبله. فعلى سبيل المثال ذكر الرئيس الأميركي رونالد ريغان أن مظاهرات السلام في أوروبا عام 1981 كانت مدعومة من قبل مجلس السلم العالمي كما ادعى المنشق السوفييتي فلاديمير بوكوفسكي أن المجلس ساهم في تنظيم مجلس الشعوب من أجل السلام في صوفيا عام 1980.
ذكر مكتب التحقيقات الفدرالي الأميركي للجنة مجلس النواب للاستخبارات أن مجلس السلام الأميركي التابع لمجلس السلم العالمي كان واحداً من المنظمين وراء مظاهرة ضخمة للسلام في مدينة نيويورك عام 1982، لكن لجنة أمن الدولة السوفييتية KGB لم تتمكن من التحكم في الحركة الأميركية بشكل مؤثر على حد تعبيرهم.
خلال الفترة الذهبية لعمل مجلس السلم العالمي (منذ نهاية الأربعينات وحتى بداية الستينات) كان التعاون بين الجمعيات الغربية والمجلس محدوداً جداً في الواقع، وبما أن حركة عدم الانحياز «كانت دوماً تحت خطر تلطيخ سمعتها عن طريق ربطها بالمجموعات الموالية علناً للاتحاد السوفييتي». تجنب الكثير من الأفراد والمنظمات جميع أشكال التواصل مع الشيوعيين ومن لفّ لفهم.
منذ عام 1949 حذر الاجتماع السلمي الدولي من التعاون الفعال مع الشيوعيين، كما أن المبعوثين الغربيين في اجتماعات مجلس السلم الدولي الذين حاولوا انتقاد سياسات الاتحاد السوفييتي أو دفاع المجلس عن سياسات التسلح السوفييتية واجهوا معارضة شديدة وكثيراً ما كانت الصيحات المستهجنة تسكتهم خلال الحديث مما جعلهم يتراجعون تدريجياً وينسحبون من المجلس. وفي النهاية بعد مواجهة بين المبعوثين السوفييت والغربيين إلى الاجتماع في المجلس الدولي للسلام ونزع السلاح عام 1962 الذي نظمه مجلس السلم الدولي في موسكو، قررت 40 منظمة غير منحازة إنشاء هيئة دولية جديدة عرفت باسم الاتحاد الدولي لنزع السلاح والسلام، والذي لم تتم دعوة المندوبين السوفييت للمشاركة به.
يكتب رينر سانتي في تاريخ مكتب السلام الدولي أن مجلس السلم العالمي «لطالما واجه صعوبة في تحقيق التعاون من المنظمات السلمية في أوروبا الغربية وأميركا الشمالية بسبب انحيازه الواضح إلى جانب الدول الاشتراكية والسياسة الخارجية للاتحاد السوفييتي، ومن الأمور غير المقبولة التي قام بها المجلس هو موقفه من استمرار الاتحاد السوفييتي بإجراء تجارب الأسلحة النووية في الغلاف الجوي بشكل وحيد الجانب عام 1961، فبدلاً من انتقاد هذا التصرف أصدر المجلس بياناً يبرره، وفي عام 1979 برر مجلس السلم العالمي اجتياح الاتحاد السوفييتي لأفغانستان كفعل تضامني في وجه الاعتداءات الصينية والأميركية على البلاد».
ذكر أمين عام سابق لمجلس السلم العالمي أن المجلس فشل في تحقيق التواصل مع الحركة السلمية الغربية بكل بساطة، لكن السبب الحقيقي كما قيل هو أن معظم الموارد المالية للمجلس أُنفقت على الرحلات الدولية والمؤتمرات الفخمة، مما لم يسمح لهم بجمع المعلومات الكافية عن جماعات السلام الغربية، وبالرغم من أن مقر مجلس السلم العالمي كان في مدينة هلسنكي الفنلندية إلا أن المجلس فشل في تشكيل أي علاقات مع منظمات السلام الفنلندية.

## تقديرات الاستخبارات الغربية
لطالما كانت وكالات الاستخبارات الغربية مشككة إلى حد ما بمدى التأثير السوفييتي أو الشيوعي المباشر على منظمات السلام غير المنحازة، ففي عام 1967 ذكر تقرير صادر عن وكالة الاستخبارات المركزية الأميركية حول حركة السلام الأميركية أن «الحزب الشيوعي الأميركي مستفيد من النشاط المعادي للولايات المتحدة والذي تقوم به جمعيات السلام لكنه على ما يبدو لا يحرض هذه النشاطات أو يديرها»، بعد المظاهرات ضد صواريخ حلف شمال الأطلسي في ألمانيا الغربية عام 1981، أظهر تحقيق رسمي وجود أدلة غير مباشرة على مشاركة لجنة أمن الدولة السوفييتية KGB لكن هذه الأدلة لم تكن قاطعة أو كافية للإدانة. استنتج خبراء الاستخبارات الغربية في ذلك الوقت أخيراً أن الحركة السلمية التي كانت منتشرة في أوروبا كانت غالباً غير تابعة للاتحاد السوفييتي.
في عام 1983 ذكر كل من مكتبي المخابرات العسكرية البريطانية الخامس والسادس في تقرير لرئيسة الوزراء مارغريت ثاتشر وجود علاقات للاتحاد السوفييتي ضمن حركة السلام، وذلك اعتماداً على شهادة ضابط الـ KGB أوليغ غورديفسكي. وفقا لتقرير كريستوفر أندرو الرسمي لمكتب المخابرات العسكرية البريطاني الخامس، أشارت أدلة غورديفسكي أن الارتباط كان ضعيفاً بين حركة السلام من جهة، وبين لجنة أمن الدولة السوفييتية أو السفارة الروسية من جهة أخرى.